# Projecte Quaga

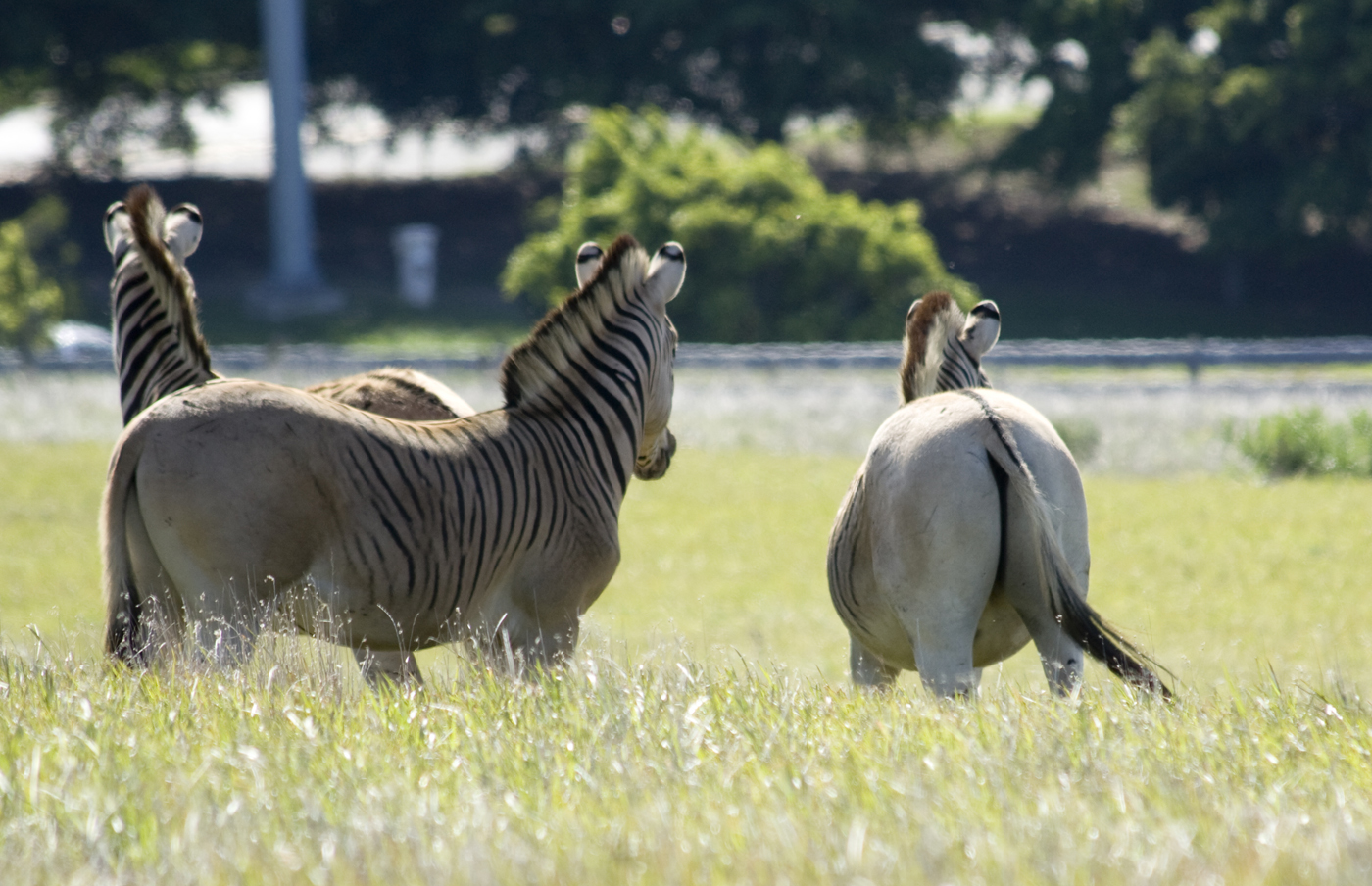
Zebres del projecte al campament d’animals als vessants del Devil's Peak, a sobre de l’hospital Groote Schuur, Ciutat del Cap

El Projecte Quaga (Quagga Project) és un intent d'un grup de Sud-àfrica d'utilitzar la cria selectiva per aconseguir un llinatge reproductor de la zebra de Burchell (Equus quagga burchellii) que visualment s'assembli a l'extint quaga (Equus quagga quagga).

## Història

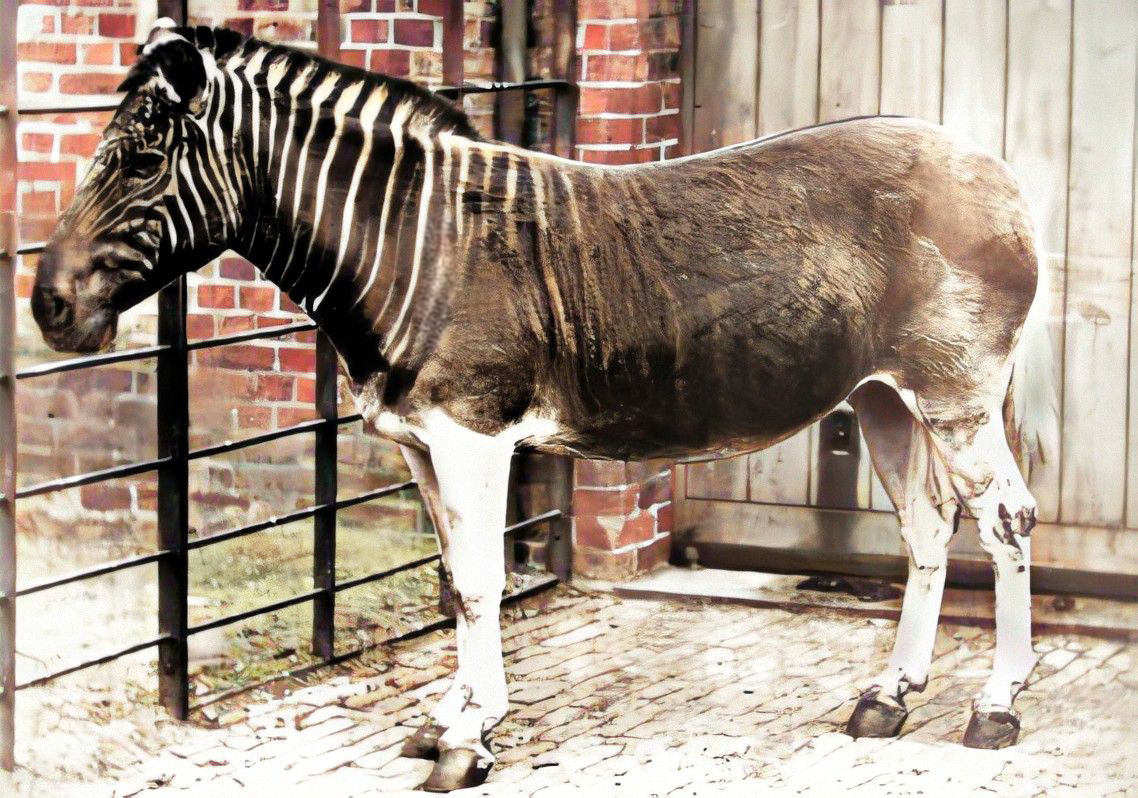
Una fotografia d'una euga quaga del 1870

El 1955, Lutz Heck va suggerir al seu llibre Großwild im Etoshaland que una acurada cria selectiva amb la zebra plana podria produir un animal semblant a l'extinta quaga: una zebra amb ratlles reduïdes i un color bàsic marró. El 1971, Reinhold Rau va visitar diversos museus d'Europa per examinar els exemplars quaga de les seves col·leccions i va decidir intentar reproduir-los. Posteriorment, Rau es va posar en contacte amb diversos zoòlegs i autoritats del parc, però en general van ser negatius perquè la quaga no ha deixat descendents vius i, per tant, la composició genètica d'aquest animal no està present en les zebres vives. Rau no va abandonar la seva proposta de reproducció, ja que considerava que la quaga era una subespècie de la zebra de les planes. El 1980, estudis moleculars de l'ADN mitocondrial d'una quaga van indicar que es tractava d'una subespècie de la zebra comuna.
Després que els resultats de l'examen de l'ADN apareguessin a les publicacions a partir de 1984, gradualment es va adoptar una actitud més positiva cap a la proposta de reproducció de la quaga. El març de 1986 es va formar el comitè del projecte després que es varen implicar persones influents. Durant el març de 1987, nou zebres van ser seleccionades i capturades al Parc nacional d'Etosha a Namíbia. El 24 d'abril de 1987, aquestes zebres van ser portades al complex de camp de cria especialment construït a la granja de conservació de la natura "Vrolijkheid", prop de Robertson, Sud-àfrica. Això va suposar l’inici del projecte de reproducció de la quaga.
Es van seleccionar zebres addicionals per la lleugeresa de les seves ratlles i es van incorporar al projecte per augmentar la velocitat a la qual les zebres van perdre les seves ratlles. Algunes de les zebres del projecte que no van aconseguir desenvolupar trets físics més semblants a la quaga van ser alliberats al Parc Nacional Addo Elephant.
Després que el nombre de zebres augmentés, el Projecte Quaga va haver d'abandonar la granja "Vrolijkheid". L’octubre de 1992 es van traslladar sis zebres a terres que tenien prou pasturatge natural. Això reduiria el cost de l'alimentació. El 1993, les restants zebres es van traslladar a dos llocs addicionals. El 29 de juny de 2000, l'Associació del Projecte Quaga, representada pel seu president Dr. Mike Cluver i els parcs nacionals sud-africans pel seu conseller delegat Mavuso Msimang, va signar un acord de cooperació. Aquest acord va canviar el Projecte Quaga d'una iniciativa privada a un projecte oficialment reconegut i amb suport logístic.

## Fites del projecte

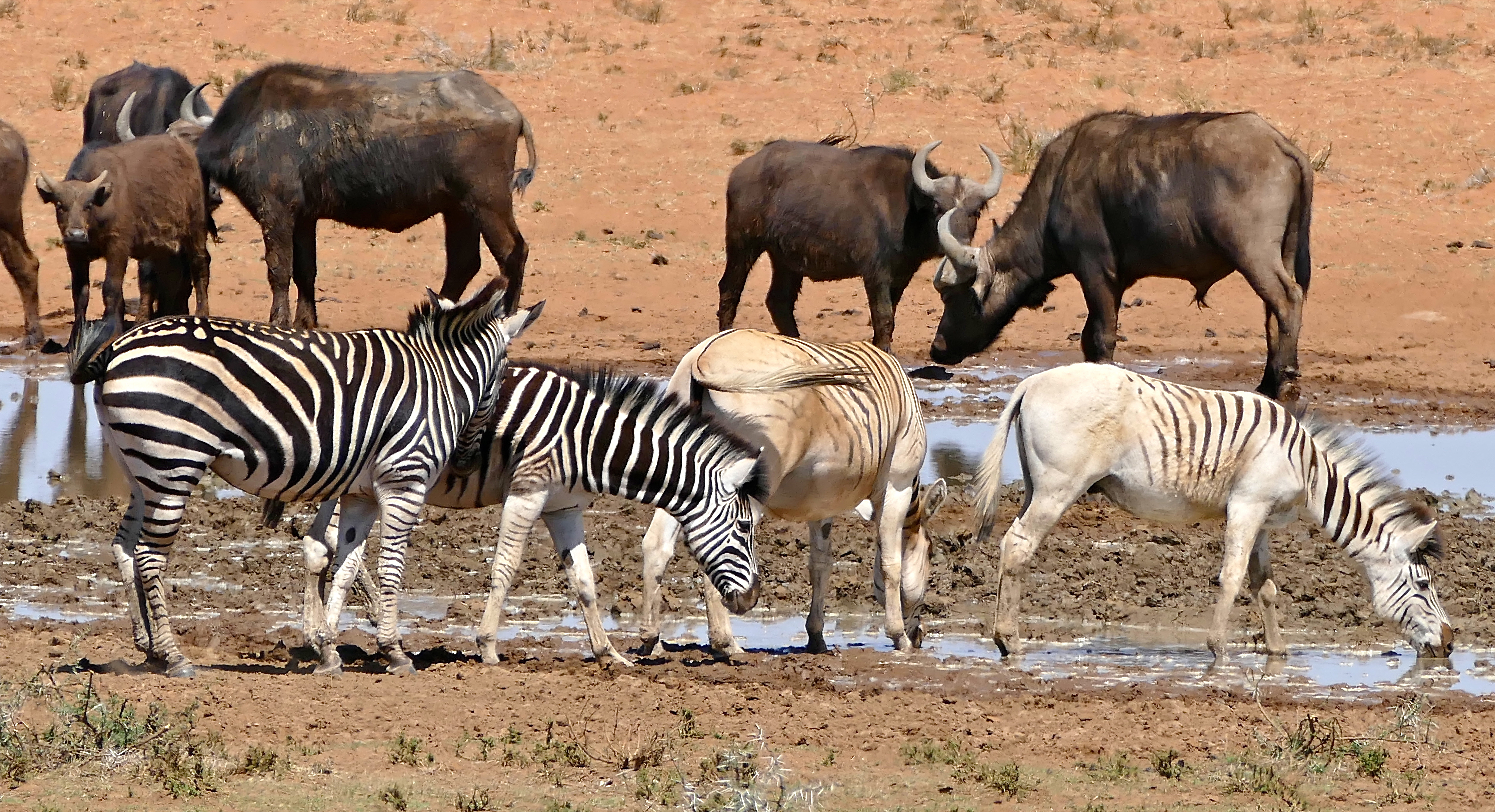
Zebres regulars i zebres del Projecte Quaga al Parc Nacional Mokala

El primer poltre del Projecte va néixer el 9 de desembre de 1988. El 20 de gener de 2005 va néixer Henry (un poltre considerat el primer individu semblant a quaga a causa d'una franja reduïda visible). El primer poltre de cinquena generació va néixer el desembre del 2013. S'ha proposat que aquells individus amb els patrons de ratlles més reduïts s'anomenin "Rau quaggas", tant per referències com a reconeixement de la contribució de Reinhold Rau al projecte i per distingir el nou animals de la soca original, extinta.
Al març de 2016, el Projecte Quaga va incloure 116 animals en 10 llocs, alguns dels quals són a prop de Ciutat del Cap. Dels 116 animals, actualment sis individus presenten un patró de ratlles fortament reduït. L'objectiu és tenir una població d'unes 50 zebres d'aquest tipus i traslladar-les a una zona protegida dins del seu hàbitat natural anterior. Els individus actuals amb un patró de ratlles semblant a la quaga es diuen Henry, Freddy, DJ14, Nina J, FD15 i Khumba.